# Wixia
Wixia abdominalis es una especie de araña araneomorfa de la familia Araneidae. Es el único miembro del género monotípico Wixia. Es originaria de Brasil, Guyana y Bolivia.